# SOR BN 8.5
SOR BN 8.5 — городской автобус, выпускаемый чешской компанией SOR Libchavy с 2010 года.

## Описание
Автобус SOR BN 8.5 позиционируется, как городской, и поэтому его трансмиссия автоматическая. Однако в Хрудиме и Фридек-Мистеке автобусы эксплуатируются с механической трансмиссией.
В случае, если двери автобуса открыты, движение блокируется для обеспечения безопасности пассажиров, как у немецких автобусов. Модель оснащена четырёхцилиндровым дизельным двигателем внутреннего сгорания Cummins ISBe объёмом 4,5 литра.
Максимальная скорость автобуса 100 км/ч.

## Производство
Прототип автобуса SOR BN 8.5 был представлен в апреле 2010 года. В декабре 2010 года началась эксплуатация автобуса SOR BN 8.5 в Праге, где на тот момент эксплуатировалось шесть автобусов-конкурентов Ikarus E91 и автобусы большой вместимости SOR NB 12.